# Bernadette Chirac
Bernadette Thérèse Marie Chirac (geboortenaam Chodron de Courcel; Parijs, 18 mei 1933) is een voormalig Frans politica en de weduwe van de voormalige Franse president Jacques Chirac - voormalig première dame van Frankrijk. Ze was verkozene in de departementale raad van de Corrèze en adjunct-burgemeerster van Sarran. Daarmee was ze een van de weinige presidentsvrouwen die zelf een politiek mandaat uitoefende. Sinds 3 september 2007 is ze voorzitter van de Fondation Claude-Pompidou na de dood van de oprichtster Claude Pompidou.

## Vroege levensjaren
Bernadette Thérèse Marie Chodron de Courcel werd geboren op 18 mei 1933 in het 16e arrondissement van Parijs. Haar vader Jean-Louis Chodron de Courcel (1907-1985) was directeur van een industrieel concern dat faience en email voor mozaïeken produceert, gesticht door zijn overgrootvader Jean-Félix Bapterosses. Haar moeder Marguerite de Brondeau d'Urtières (1910-2000) was van adel. Een deel van de familie Chodron de Courcel, die afstamt van een geadelde broer van Bernadettes overgrootvader, wordt eveneens tot de adel gerekend, maar de tak waar zijzelf toe behoort niet.
Haar volle neef Geoffroy Chodron de Courcel, was diplomaat en tijdens de Tweede Wereldoorlog vleugeladjudant van generaal Charles de Gaulle.
Bernadette had nog een zus en een broer
Ze groeide op in Parijs. Haar vader werd bij de Duitse aanval op Frankrijk in 1940 krijgsgevangen gemaakt. Samen met haar moeder vestigde ze zich daarop op het kasteel van haar grootmoeder in het onbezette gedeelte van Vichy-Frankrijk. Bij de Duitse bezetting van deze vrije zone verschuilden ze zich bij een tante in Poilly-lez-Gien. Op het einde van de oorlog en met de terugkeer van haar vader keerden ze naar Parijs terug.
In 1951 startte ze op het Institut d’études politiques de Paris (Sciences Po) en daar leerde ze haar latere echtgenoot Jacques Chirac kennen. Ze haalde evenwel haar diploma niet. Ze huwde met Jacques Chirac in oktober 1953, hoewel haar familie in eerste instantie opzag tegen het huwelijk. Samen hebben ze twee dochters, van wie de oudste stierf in 2016. Daarnaast ontfermden ze zich in 1979 ook over Anh Đào Traxel, een Vietnamese bootvluchtelinge. Zonder haar te adopteren gaven ze haar twee jaar kost en inwoon en financierden ze haar studies..

## Politieke carrière
Samen met Anne-Aymone Giscard d'Estaing, die gemeenteraadslid was van Chanonat (Puy-de-Dôme), was Chirac een van de presidentsvrouwen die een politiek mandaat had. Naast de protocollaire functie van première dame had ze dus ook een politieke rol. Naar het koppel Chirac werd vaak gerefereerd als duo, waarbij ze elkaar hielpen in hun politieke carrière, zoals Bill en Hillary Clinton. Zo zette zij haar eerste stappen in de politiek in 1971 op aandringen van haar man.

### Lokale mandaten

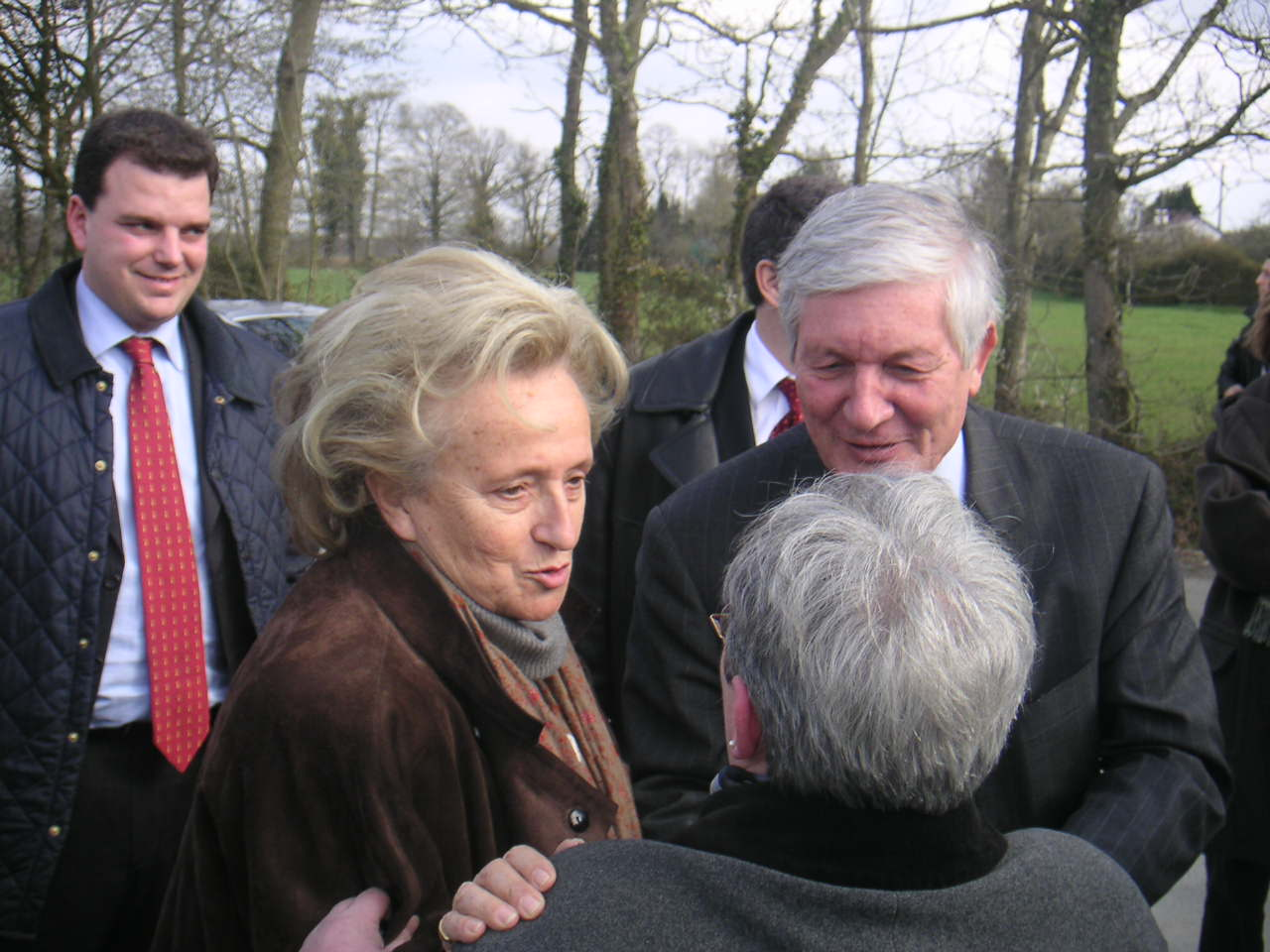
Bernadette Chirac voert campagne aan de zijde van senator Josselin de Rohan in Saint-Pierre-de-Plesguen(Bretagne) voor het referendum over Europa, 27 maart 2005.

Chirac wordt voor de eerste keer verkozen in 1971 in de gemeenteraad van het kleine dorp Sarran. Het koppel had daar in 1969 het Kasteel van Bity gekocht. Ze werd daarna steeds herverkozen en werd in 1977 adjunct-burgemeester (te vergelijken met schepen of wethouder). Op 25 maart 1979 werd ze verkozen in de conseil départemental (voorheen conseil général) van de Corrèze voor het Kanton Corrèze, waar ook Sarran onder valt. Ze was zo de eerste vrouw die zetelde in deze raad en werd daarna steeds herverkozen in 1985 (tweede ronde) en in 1992, 1998, 2004 en 2011 in de eerste ronde.
Ze maakte gebruik van haar nationale bekendheid als presidentsvrouw om zaken uit haar regio te bespoedigen, zoals bijvoorbeeld het project LGV Poitiers-Limoges of door een rechtstreekse interventie bij Minister van Justitie Rachida Dati om de voorziene opheffing van het Tribunal de grande instance in Tulle te herzien. Daarnaast lieten haar lokale mandaten toe om als tussenpersoon te fungeren tussen haar echtgenoot en het terrein, waardoor ze in deze rol een belangrijke persoonlijkheid werd in haar departement.
Tijdens de departementsverkiezingen van 2015 was ze enkel opvolger in Kanton Brive nadat ze tevergeefs de opheffing van haar oude kanton had proberen te verhinderen bij de kantonale herindeling door François Hollande.

### Andere verantwoordelijkheden en goede doelen

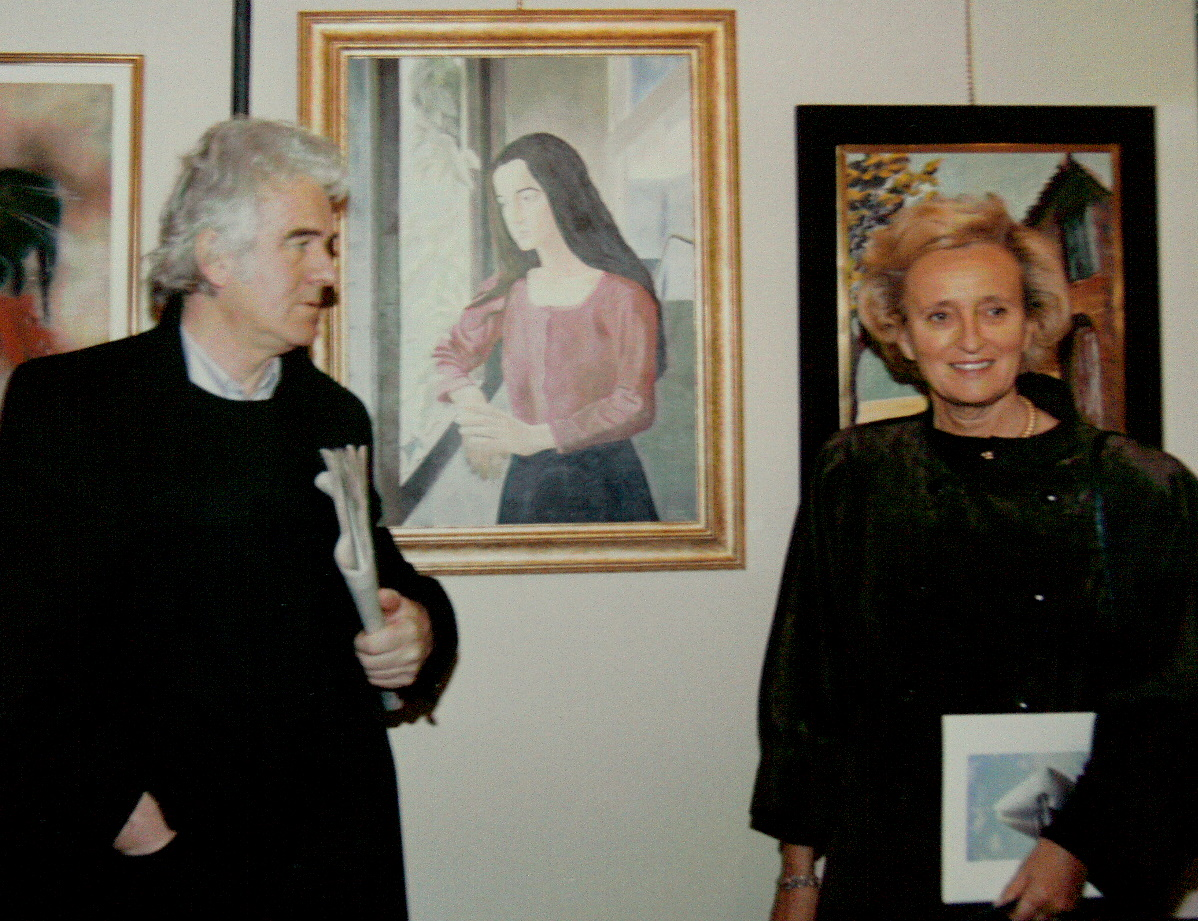
Bernadette Chirac in het gezelschap van schilder Reginald Gray (1987).

Chirac begon zich bezig te houden met goede doelen in Parijs, toen haar man daar burgemeester werd. Ze werd voorzitter van de Vereniging voor de promotie van de Kunst van de stad. Pas in de jaren negentig nam haar deelname bij diverse verenigingen een vlucht, vooral diegenen die zich bezig hielden met hulp aan kinderen en zieke of minderbedeelde jongeren. Zo stichtte ze in 1990, na de val van het IJzeren Gordijn, de vereniging Le Pont Neuf met als doelstelling om uitwisseling tussen Oostblokjongeren en jongeren in Frankrijk te ondersteunen (deze organisatie hield eind 2009 op te bestaan). Het volgende jaar nam ze het voorzitterschap van het nieuwe Internationale dansfestival van Parijs op.
Het is evenwel vanaf 1994, wanneer ze voorzitter wordt van het fonds Hôpitaux de Paris-Hôpitaux de France, dat ze een zeker aanzien krijgt. Ze neemt de fakkel over voor de opération Pièces Jaunes, sinds 1990 de inzamelactie om verbouwingen aan ziekenhuizen te doen om gehospitaliseerde kinderen beter op te vangen. Ze verzorgde ook de berichtgeving in de media met als doel om er een jaarlijks populair evenement van te maken. Zo tourde ze met de TGV pièces jaunes door Frankrijk en enkele bekende Fransen, zoals Olympisch kampioen judo David Douillet en zangeres Lorie, werden peter en meter.
Chirac is daarnaast lid van het erecomité van het Internationaal centrum voor verdwenen en misbruikte kinderen (ICMEC). Op vraag van koningin Paola van België organiseert ze op 17 januari 2007 een vervolgwerkvergadering op het Élysée, na een eerdere vergadering op het Koninklijk Paleis van Brussel in november 2004. Andere aanwezigen waren koningin Silvia van Zweden, en first lady's Laura Bush, Ljoedmila Poetina et Suzanne Moebarak. Daarnaast waren ook Maria Margarita Souza Uva Barroso, vrouw van de voorzitter van de Europese Commissie, nobelprijswinnaar Elie Wiesel en Europees commissaris Viviane Reding aanwezig op de meeting. Na de toespraak die pedofilie en kinderpornografie op internet aan de kaak stelde werd de oprichting van een Europees centraal telefoonnummer (116000) voor verdwenen kinderen aangekondigd.
Na het overlijden van haar vriendin Claude Pompidou werd Chirac in september 2007 de nieuwe voorzitter van het fonds Claude Pompidou. Het fonds heeft als doel om hulp te bieden aan ouderen, zieken en gehandicapte kinderen. Chirac is eveneens voorzitter van het erecomité van het Observatoire du patrimoine religieux (OPR). Deze organisatie ijvert voor het behoud van Frans geloofserfgoed en dit over religies heen.

### Presidentsvrouw

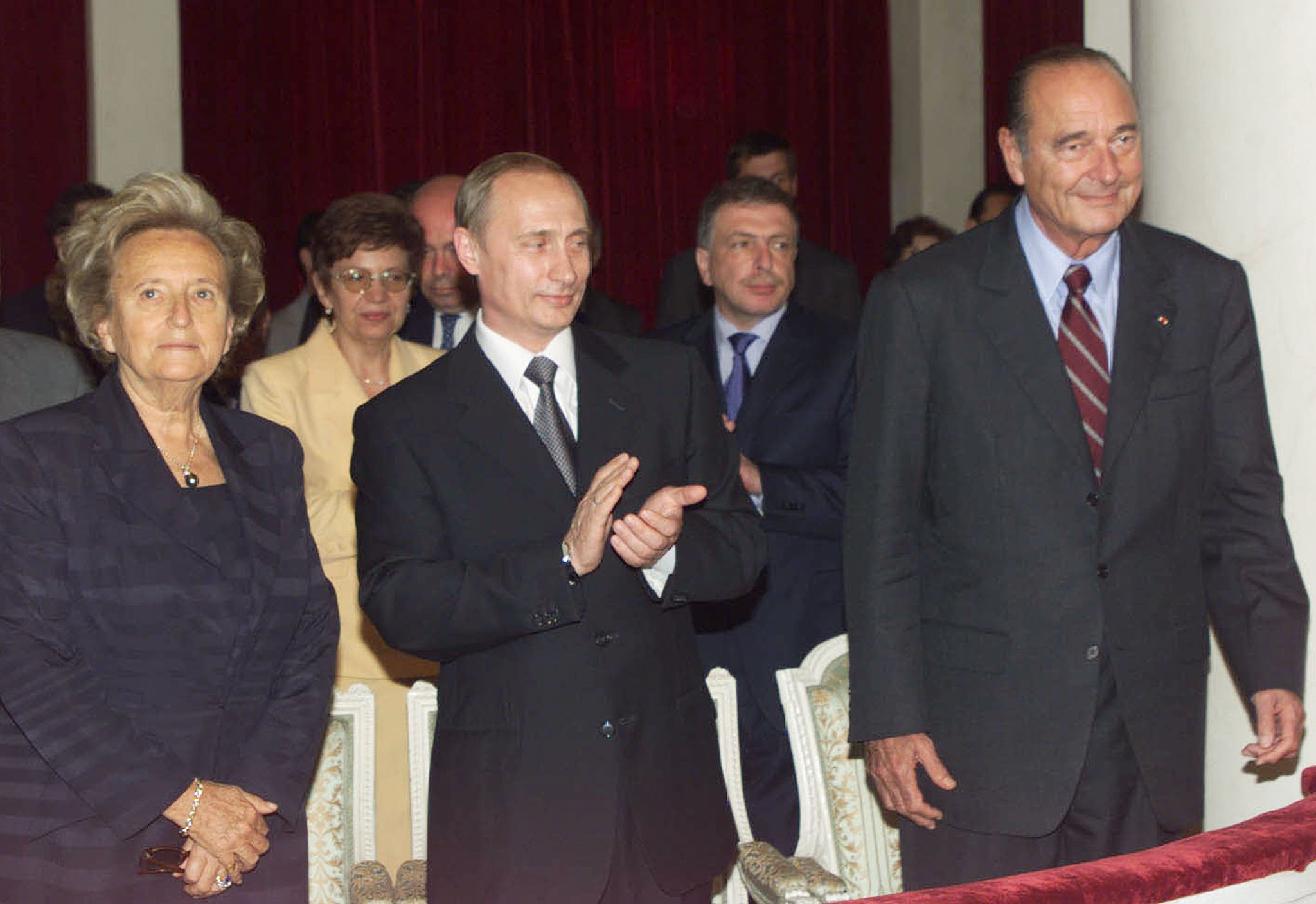
Van links naar rechts: Bernadette Chirac, Russisch president Vladimir Poetin en Jacques Chirac, in 2001, Sint-Petersburg.

Op 17 mei 1995 woont Bernadette Chirac de inauguratie van haar echtgenoot als Frans president bij op het Élysée. Vanaf dan hield ze zich eraan om als première dame de France een ware gastvrouw van het Élysée te zijn. Ze leek de eerste presidentsvrouw die hier ook plezier in had of toch op zijn minst weinig last had van het mondaine en protocollaire ritme van het paleis. Ze stond er vooral op om zo vaak als mogelijk haar echtgenoot te vergezellen tijdens officiële bezoeken en beschouwde dit als haar plicht tegenover de Fransen. Tijdens een verplaatsing naar Abbeville sprak ze haar sympathie uit voor de mensen die getroffen werden door de ernstige overstromingen van de Somme in 2001. Ze bleef evenwel ook zelf een politica en voerde in die hoedanigheid ook campagne in 1998 en 2004 om haar mandaat in de 'conseil général' te behouden. Zo hield ze er ook aan om elk jaar een kleine ronde doorheen Frankrijk te doen, wat haar toeliet haar man voor te bereiden op de mogelijkheid dat hij tegenover Jean-Marie Le Pen zou komen te staan tijdens de tweede ronde van de Franse presidentsverkiezingen in 2002.

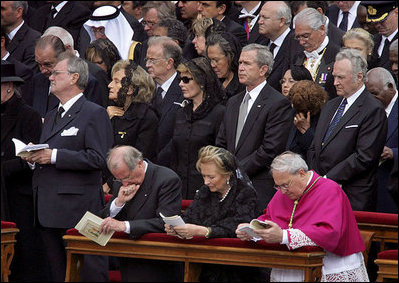
Bernadette Chirac, tweede van links op de staande rij, tussen haar echtgenoot en Laura Bush en achter Albert II en Paola van België, tijdens de begrafenis van paus Johannes-Paulus II, in 2005.

Ze hield er eveneens aan om haar mening te geven en kwam zo soms in conflict met de raadgevers van haar man. Zo verzette ze zich tegen de ontbinding van de Assemblée nationale in 1997, voorgesteld door de secretaris-generaal van het Élysée, Dominique de Villepin. Het was echter vanaf het moment dat er een periode van cohabitation ontstond en de socialistische regering onder Lionel Jospin aantrad dat ze haar rechtse politieke stempel kon drukken en een echte invloed had op haar echtgenoot. Ze was aanwezig op het terrein, werd geapprecieerd in de publieke opinie (onder meer door opération Pièces Jaunes), maar was vooral geliefd bij de lokale rechtse mandatarissen en werd een van de sterke pijlers van haar man tijdens zijn herverkiezing als president in 2002. Haar populariteit uitte zich bijvoorbeeld in de succesverkoop van haar boek Conversation geschreven met Patrick de Carolis.
Na een klacht met burgerlijke partijstelling door oud-burgemeester van Parijs, Bertrand Delanoë (PS), kwam er een gerechtelijk onderzoek naar Chirac. Het onderzoek, dat vooral de hoge onkosten voor maaltijden van gemiddeld 600€ per dag tijdens de acht jaar dat Jacques Chirac burgemeester was in Parijs aantoonde, werd uiteindelijk geseponeerd in 2004.

Ze is een van de architecten van de rechtse unie, de latere UMP, aan de zijde van Jean-Pierre Raffarin wiens kandidatuur als eerste minister ze ondersteunde. Ze was ook een bemiddelaar tussen de Chirac-aanhangers en Nicolas Sarkozy. Ze ondersteunde Sarkozy actief door de politiek beleid van haar man met dat van haar opvolger af te stemmen. Vanaf de regionale campagnes in 2004, sprak ze regelmatig haar steun uit.
Nicolas Sarkozy est fantastique. Il a été formé à l'école de Jacques Chirac. C'est un excellent orateur. Il a un grand charisme.

## Sinds 2007
Op 15 april 2010 werd Chirac bestuurslid bij de groep LVMH.
Tijdens de regionale verkiezingen van 2011 werd Chirac voor de zesde opeenvolgende maal verkozen tot departementsraadslid in het kanton Corrèze. Met een totaal van 50,04 % van de stemmen behield ze in de eerste ronde haar zetel die ze sinds 1979 had in de conseil départemental. De verkiezing werd echter betwist en later ongeldig verklaard door de rechtbank in eerste aanleg. Chirac ging niet in beroep tegen deze beslissing. Als gevolg hiervan liep haar mandaat ten einde op 23 juli 2011 en een tussentijdse verkiezing werd in september georganiseerd. Ze werd herverkozen in de eerste ronde met 60,8 % van de stemmen.
Tijdens de Franse presidentsverkiezingen van 2012 gaf ze haar steun aan Nicolas Sarkozy door deel te nemen aan zijn grote meeting in Villepinte. Na zijn nederlaag sprak ze zich uit voor zijn terugkeer in de politiek. Tijdens de gemeenteraadsverkiezingen van 2014 in Parijs steunde ze de kandidaat van UMP Nathalie Kosciusko-Morizet Op 21 september 2014 steunde ze opnieuw Nicolas Sarkozy voor de voorzittersverkiezing van de UMP die de maand erna plaatsvond. Ook in 2016 deed ze dat tijdens de Republikeinse voorverkiezingen.

## Onderscheiding
- Ridder in het Legioen van Eer, toegekend door de Franse president Nicolas Sarkozy op 23 maart 2008.[31]

## Verwante artikelen
- Lijst van echtgenotes van de president van de Franse Republiek

- Bibliothèque nationale de France: cb135179077 (data)
- Gemeinsame Normdatei: 122683919
- International Standard Name Identifier: 0000 0001 0917 7556
- Library of Congress Control Number: n87150659
- Bibliotheek van het Japanse parlement: 00990909
- Système universitaire de documentation: 050680749
- Virtual International Authority File: 76471499
- WorldCat: E39PBJdWKKHhdYkPWYTTC4HjYP